# Lobo-marinho
Os lobos-marinhos são mamíferos pinípedes pertencentes à subfamília Arctocephalinae da família Otariidae. Dividem-se nos géneros Arctocephalus e Callorhinus.

## Taxonomia
- Família Otariidae
  - Subfamília Arctocephalinae
    - Gênero Arctocephalus
      - A. gazella — Lobo-marinho-antártico
      - A. townsendi — Lobo-marinho-de-guadalupe
      - A. philippii — Lobo-marinho-de-juan-fernandez
      - A. galapagoensis — Lobo-marinho-de-galápagos
      - A. pusillus — Lobo-marinho-australiano
      - A. pusillus pusillus — Lobo-marinho-do-cabo
      - A. pusillus doriferus — Lobo-marinho-australiano
      - A. forsteri — Lobo-marinho-da-nova-zelândia
      - A. tropicalis — Lobo-marinho-de-peito-branco
      - A. australis — Lobo-marinho-sul-americano

    - Gênero Callorhinus
      - C. ursinus — Lobo-marinho-do-norte

## Regime alimentar
O lobo-marinho nada  em  águas  até  uma  profundidade  de  100m, por isso a sua alimentação é constituída por peixes que habitam até essa profundidade.
Na fase adulta consome por dia a 4 a 6% do seu peso por dia, pode chegar a comer 12 kg por dia em alimento se pesar em média 250 kg.
Estes animais comem geralmente peixes diversos que varia de acordo com a disponibilidade do meio, polvo (cefalópodes), mexilhões (crustáceos – espécies agarradas nas rochas).
O lobo-marinho procura alimento em locais rochosos e baixos próximos da costa e das suas colónias, mas devido muitas vezes a falta de alimento é obrigado a ir para alto mar onde encontra alimento com mais facilidade, mas em contrapartida corre o risco de ser atacado pelos predadores.

### Como é revestido o seu corpo e a sua forma de reprodução
O lobo marinho é um mamífero marinho, tem uma forma modelada para o meio aquático, o seu corpo é uniforme e apresenta 4 membros transformados em barbatanas.
Apesar de habitar em mares temperados, o lobo marinho apresenta uma camada de gordura subcutânea, que serve de reserva alimentação, protecção mecânica e térmica.
O seu corpo é coberto de pelugem castanho-escuro que pode chegar a preto no dorso e vai clareando até ao ventre. A face ventral é uma zona clara, branca que varia de tonalidade sendo por isso utilizada para identificação dos animais.
Na face ventral encontram-se dois mamilos. Pode medir 280 cm e pesar até 400 kg.
Estes animais têm uma baixa natalidade mas em contrapartida vivem de 30 a 40 anos. A sua baixa natalidade deve-se ao facto das fêmeas atingirem a maturidade sexual entre os 4 e 6 anos de vida. O período dos seus nascimentos dão-se entre os meses de Maio e Novembro, sendo que nos meses de Setembro e Outubro nascem mais. Cada fêmea tem normalmente uma única cria de 2 em 2 anos, muito raramente nascem gémeos.

## Causas que originem o perigo de extinção
Factores de ameaça:perturbação dos animais no seu habitat natural, provocada por pescadores e turistas, captura acidental em artes de pesca, atos de vandalismo e abate de animais
Estes animais foram alvo de armas de fogo e explosivos, utilizados pelos pescadores, que os culpavam pela redução das pescarias, mas a culpa é dos pescadores porque eles é que aperfeiçoaram os engenhos da pesca costeira e se expandiram no sector. Além dos pescadores, o turismo também se desenvolveu e foram ocupando os habitats utilizados por estes animais, onde faziam a sua reprodução.
Também contribui o lixo que é deixado no mar, como por exemplo as redes de pesca perdidas, e a poluição das águas. E que o lobo marinho tem maior longevidade do que outros animais aquáticos em seu ecossistema, devido ao seu maior tamanho e peso, de 400 kg.